# Onnens (La Brillaz)
Onnens (toponimo francese; in tedesco Onning, desueto) è una frazione del comune svizzero di La Brillaz, nel Canton Friburgo (distretto della Sarine).

## Storia

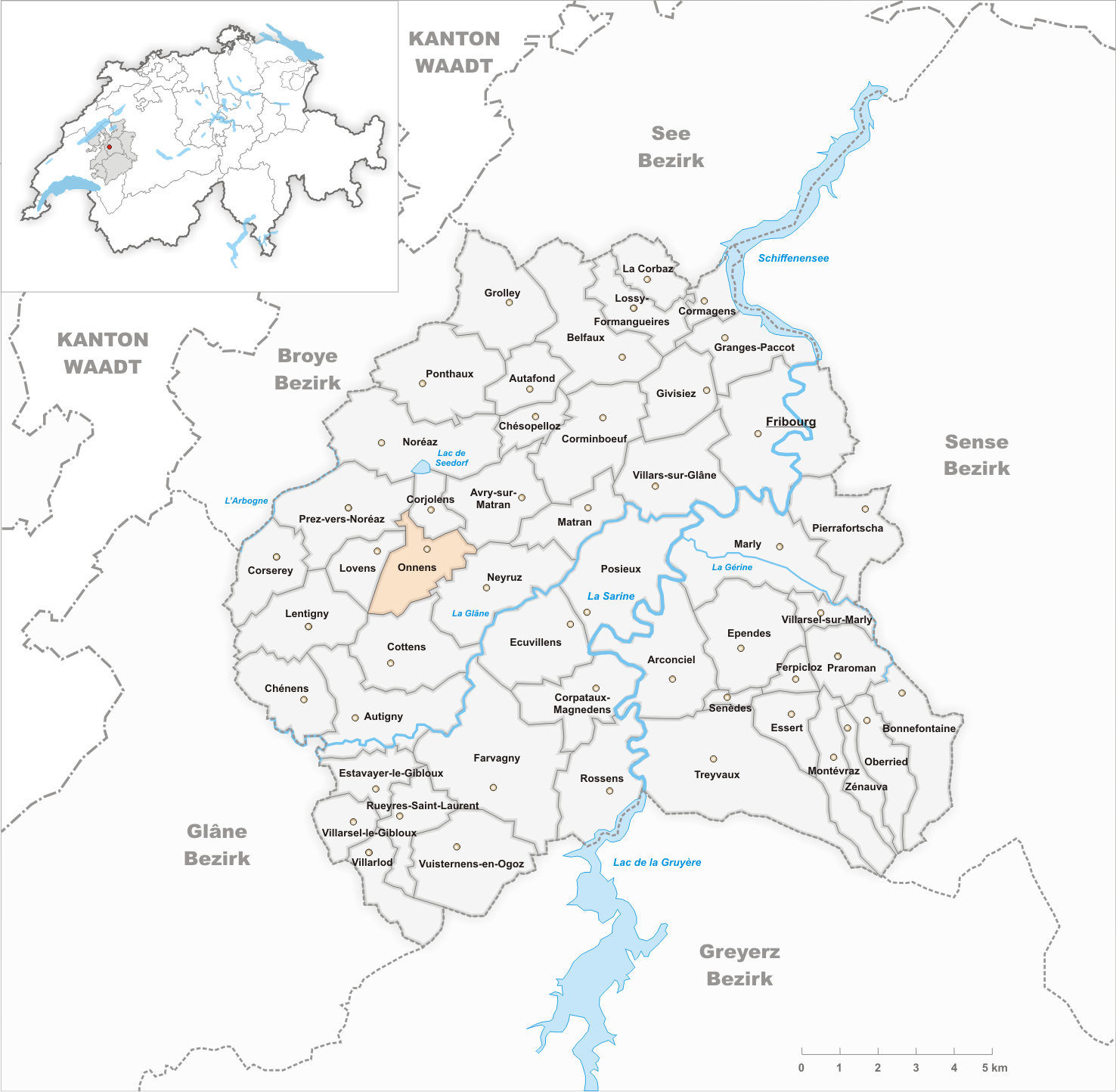
Il territorio del comune di Onnens prima degli accorpamenti comunali del 2001

Già comune autonomo, il 1º gennaio 2001 è stato accorpato agli altri comuni soppressi di Lentigny e Lovens per formare il nuovo comune di La Brillaz.

## Monumenti e luoghi d'interesse
- Chiesa cattolica di Sant'Andrea, attestata dal 1138 e ricostruita nel 1479 e nel 1902[1].

## Società

### Evoluzione demografica
L'evoluzione demografica è riportata nella seguente tabella:
Abitanti censiti

## Amministrazione
Ogni famiglia originaria del luogo fa parte del comune patriziale che ha la responsabilità della manutenzione di ogni bene comune.